# ジョージ2世 (イギリス王)
ジョージ2世（英語: George II, 1683年11月9日 - 1760年10月25日）は、ハノーヴァー朝第2代グレートブリテンおよびアイルランド国王、ハノーファー選帝侯（在位：1727年 - 1760年）。選帝侯としてはゲオルク2世アウグスト（ドイツ語: Georg II. August）。ジョージ1世と妃でリューネブルク侯ゲオルク・ヴィルヘルムの娘ゾフィー・ドロテアの息子。
ジョージ2世は北ドイツで生まれ、外国で生まれたイギリスの君主としては最後となった。1701年王位継承法と1707年合同法でイギリス王位継承権がプロテスタントに限定されたため、継承順位が50位以下だった祖母のゾフィー・フォン・デア・プファルツは一気に継承順位2位まで上がった。1714年にゾフィーとアン女王が相次いで崩御すると、父のハノーファー選帝侯ゲオルク1世ルートヴィヒはイギリス王位を継承した（ジョージ1世）。父の治世初期は反対派の政治家に味方し、1720年に反対派が与党と和解するまで続いた。
1727年に即位した後、イギリスの内政はグレートブリテン議会が司り、ジョージ2世が干渉することは少なかった。選帝侯としてはハノーファーで12回の夏を過ごし、そこでは政府の施策を直接指示した。長男のフレデリック・ルイスとは仲が悪く、フレデリックは議会で野党を支持した。オーストリア継承戦争中の1743年にデッティンゲンの戦いに参加、戦闘に参加したイギリス国王としては最後となった。1745年、カトリック教徒であるジェームズ・フランシス・エドワード・ステュアート（老僭王）の王位継承権を支持したジャコバイトはジェームズの子チャールズ・エドワード・ステュアート（若僭王または「ボニー・プリンス・チャーリー」）に率いられて最後のジャコバイト蜂起を起こし、ジョージ2世を廃位しようとしたが失敗した。フレデリックが1751年に早世したため、ジョージ2世が1760年に崩御すると、孫のジョージ3世が王位を継承した。
ジョージ2世の崩御後2世紀の間、歴史家は彼の愛妾、短気さ、そして粗野さを軽蔑した。その後は再評価が進み、彼の外交政策と軍人の任命に対する影響が評価された。
※特記のない限り、日付はグレゴリオ暦で統一する。

## 生涯

### 幼年期

幼年期のジョージ2世と母ゾフィー・ドロテア・フォン・ツェレ、妹ゾフィー・ドロテア・フォン・ハノーファー、1691年頃。

ジョージはドイツのハノーファーでブラウンシュヴァイク＝カレンベルク公子ゲオルク・ルートヴィヒ（後のグレートブリテン王ジョージ1世）とその妻ゾフィー・ドロテア・フォン・ツェレの間で生まれる。3歳のとき、妹のゾフィー・ドロテアが生まれる。1692年に祖父エルンスト・アウグストがブラウンシュヴァイク＝リューネブルク選帝侯に叙される。ジョージの両親がそれぞれ不倫した結果、1694年にゾフィーがゲオルク・ルートヴィヒを捨てたとして結婚が解消された。彼女はアールデン城に幽閉されて子供2人と会うこともゆるされず、以降ジョージとその妹は母に会うことがなかったとされる。
ジョージは4歳まで当時外交と宮廷の共通語であったフランス語しか話さなかったが、その後は家庭教師の1人ヨハン・ヒルマール・ホルシュタイン（Johann Hilmar Holstein）からドイツ語を学んだ。フランス語とドイツ語のほか、英語とイタリア語も学び、また系図学、軍事史、戦術をとりわけ勤勉に勉強した。
ジョージの又従妹アンは1702年にイングランド、スコットランド、アイルランドの王位を継いだが、子供が全て夭逝したためイングランド議会は1701年王位継承法でアンの最近親かつプロテスタントである、ジョージの祖母ゾフィー・フォン・デア・プファルツとその子孫をイングランドとアイルランドにおけるアンの継承者と定めた。その結果、ジョージは祖母と父についで、3王国のうち2国において王位継承順位で3位となった。1705年のゾフィー帰化法によりジョージはイングランドに帰化、さらに1706年にはガーター勲章を授与され、イングランド貴族のケンブリッジ公爵、ケンブリッジ侯爵、ミルフォード・ヘイヴン伯爵、ノーザラトン子爵、テュークスベリー男爵に叙された。1707年合同法により、イングランドとスコットランドはグレートブリテン王国に合併、両国は連合してイングランド法である1701年王位継承法を承認した。

### 結婚

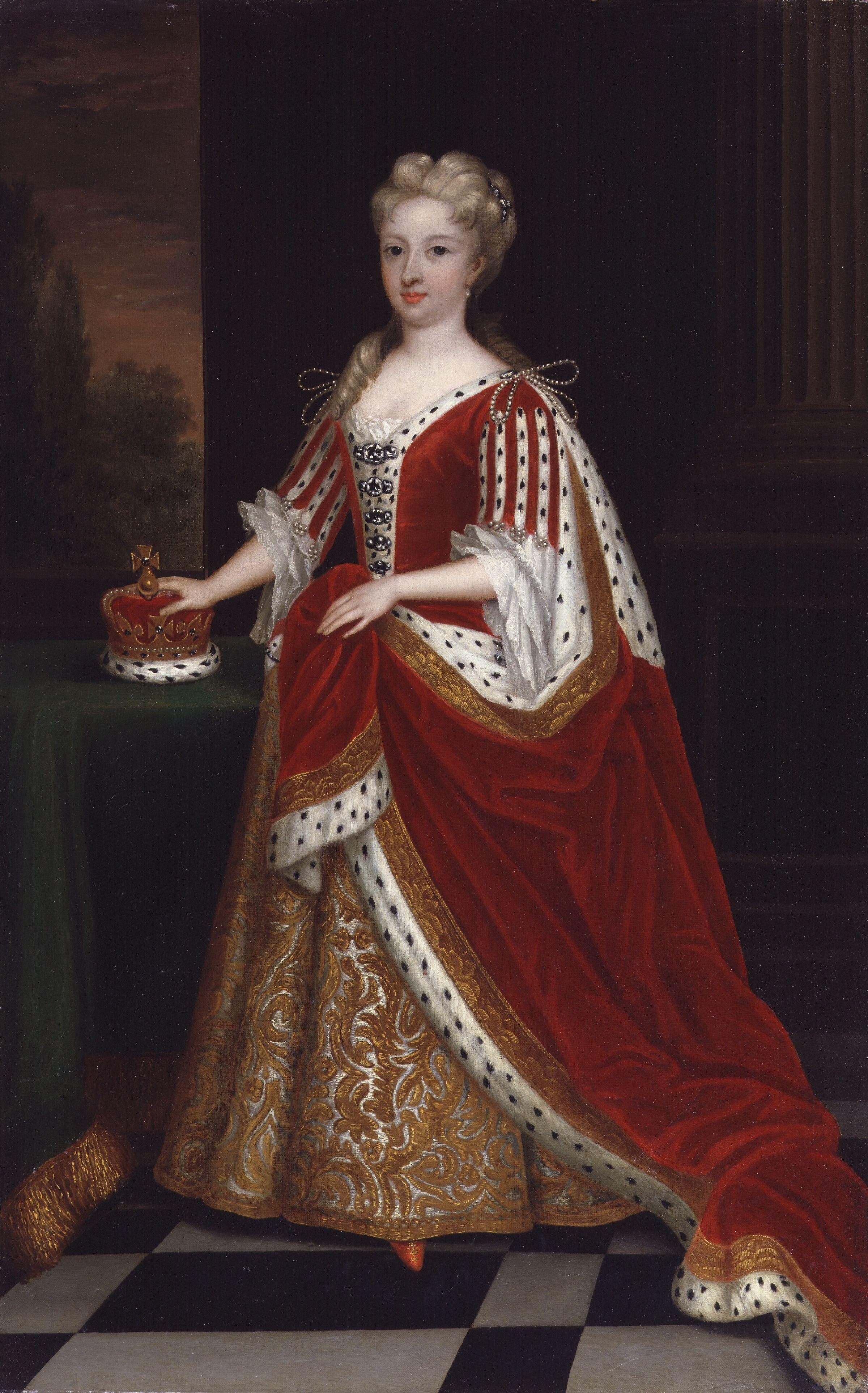
キャロライン・オブ・アーンズバック、ゴドフリー・ネラー作、1716年。

ジョージの父は不幸な結婚をしたが、彼はジョージが同じ轍を踏まないよう、結婚が正式に決定される前にジョージと許嫁を会わせた。ホルシュタイン＝ゴットルプ公の未亡人および摂政であるヘドヴィグ・ソフィア・アヴ・スヴェーリエとの縁談が1702年から進められたが、後に話が立ち消えとなった。1705年6月、ジョージは「ムッシュー・ド・ブッシュ」（Monsieur de Bush）という偽名を使ってアンスバッハ侯領の夏宮のあるトリースドルフを訪れ、匿名で叔母のゾフィー・シャルロッテ・フォン・ハノーファーが後見した、縁談の相手キャロライン・オブ・アーンズバックを調査した。イギリスの駐ハノーファー大使エドマンド・ポーリー（Edmund Poley）によると、ジョージは「ほかのだれも考えられないほどに彼女に好意を持った」という。婚約は7月末には成立した。1705年9月2日（グレゴリオ暦）、キャロラインはハノーファーに到着、結婚式はその夜にヘレンホイザー宮殿で執り行われた。
ジョージは対仏戦争のフランドル戦線に参戦したかったが、彼の父は彼の継承者となる男子が生まれるまでそれを許さなかったとした。そして、1707年2月にフレデリック・ルイスが生まれると、ジョージの参戦という望みが叶った。7月、キャロラインは天然痘で重病に陥り、ジョージも付き添って看病したため感染した。2人とも回復した。1708年、ジョージはアウデナールデの戦いでハノーファー騎兵の前衛として参加、乗った軍馬と隣の大佐が戦死したが彼自身は無傷だった。イギリス軍総司令官マールバラ公ジョン・チャーチルは彼を賞賛し、ジョージが「（ハノーファー）軍の先頭に立って突撃し、軍を奮起させたことで極めて目立つ存在となり、このうれしい勝利に大きく貢献した」と記述している。1709年から1713年まで、ジョージとキャロラインの間でさらに3人の娘アン、アメリア、キャロラインが生まれた。
1714年にはアン女王の健康が悪化しており、ハノーファー家の継承を支持したホイッグ党はアンの死後にプロテスタントによる継承を保障するよう、ハノーファー家のうち1人をイングランドに住ませようとした。ジョージが（ケンブリッジ公爵として）イングランド貴族であったため、貴族院に招集することが提案された。しかし、ジョージ、キャロライン、ゾフィーの3人が同意したにもかかわらず、アン女王とジョージの父は反対した。結局ジョージは貴族院へ行かず、同年にゾフィーとアンが死去したためジョージの父が即位した。

### プリンス・オブ・ウェールズ

#### ジョージ1世との不和

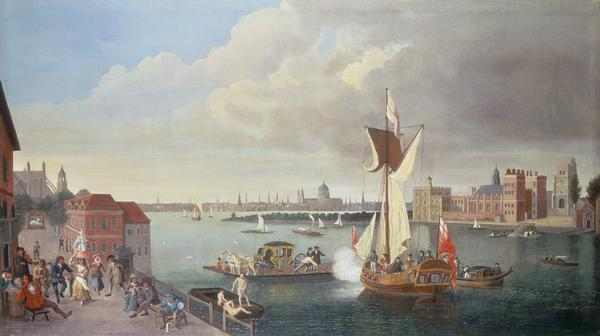
1710年頃のロンドン

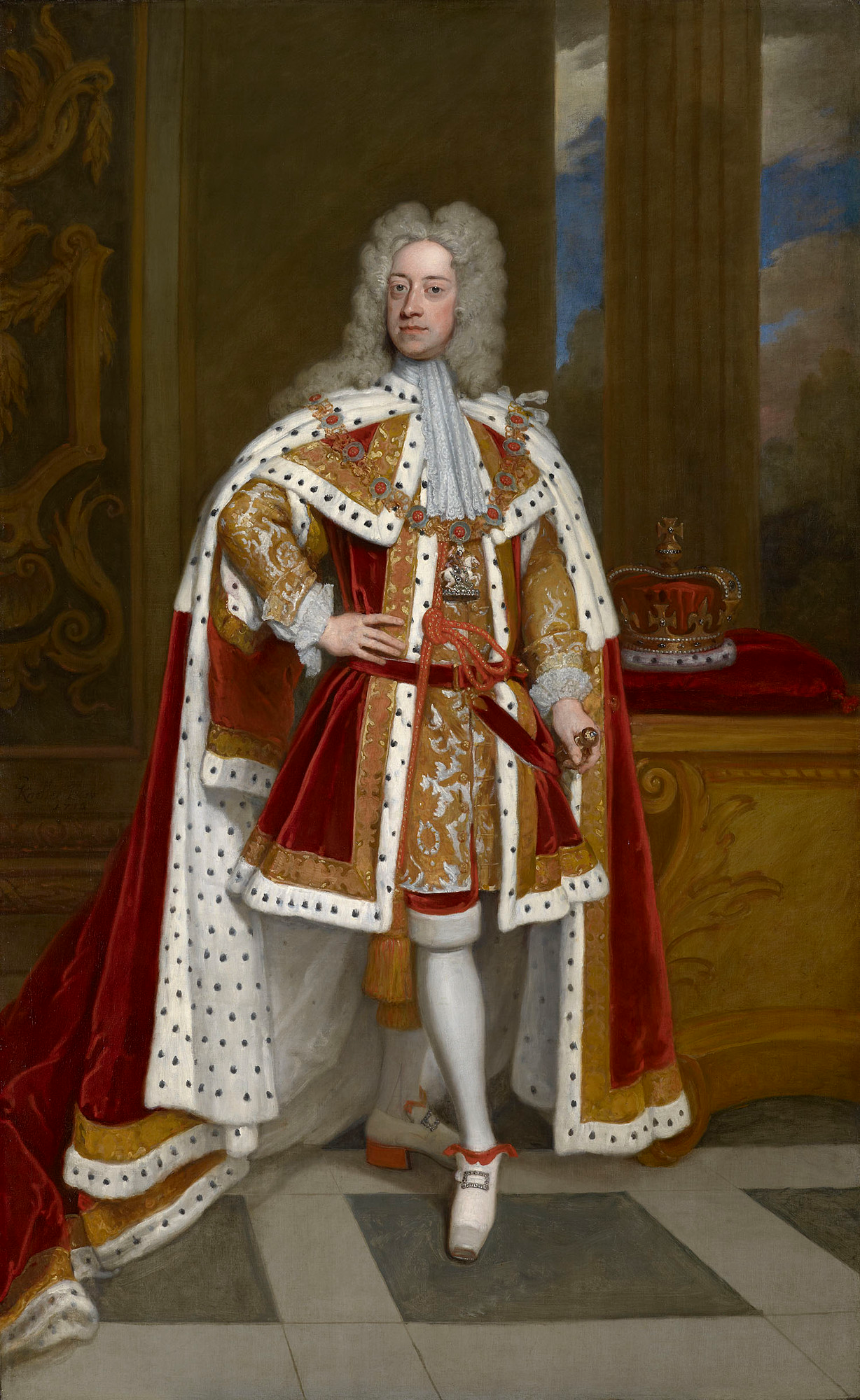
ジョージ2世の肖像画、ゴドフリー・ネラー作、1716年。

1714年9月27日（グレゴリオ暦）、ジョージは父とともにイングランドへ向かうためにハーグを出港、2日後にグリニッジに到着した。翌日、式典が執り行われて2人は正式にロンドン入りした。ジョージはプリンス・オブ・ウェールズの称号を与えられた。キャロラインは10月に娘たちとともにロンドンに着くが、フレデリックはハノーファーに残り、家庭教師に育てられた。ジョージにとってロンドンのような大きい町ははじめてであった（ロンドンは大きさでいえばハノーファーの50倍で、式典の見物人だけで150万と概算された）。ジョージは自身にはイングランド人の血しか流れていないなどイングランド人を称賛する言葉をたびたび言って人気を博した。
1716年から1727年までダブリン大学総長を務めた。
1716年7月、ジョージの父はハノーファーへ6か月間帰国したが、ジョージは父の不在の中、「王国守護兼総督」として限定的な権力を持って統治した。彼はイングランド南部のチチェスター、ハヴァント、ポーツマス、ギルフォードに行幸した。またハンプトン・コート宮殿では公開で食事をした。ドルーリー・レーン劇場ではジョージの暗殺未遂事件がおこり、暗殺者が取り押さえられる前に1人が射殺されたが、この事件はジョージの人気を高めた。
ジョージの父はジョージの人気に嫉妬したか不信感を持ち、それが結果的には2人の不和に寄与した。1717年、ジョージに2人目の男子ジョージ・ウィリアムが誕生するが、家族の内紛を引き起こす事件となった。ジョージの父は慣例に従い宮内長官の初代ニューカッスル公爵を洗礼式での名親に指名したが、ニューカッスル公爵を毛嫌いしたジョージはこぶしを突き出して「お前は悪党だ。本性を暴露してやる！」（"You are a rascal; I shall find you out!"）といい、ニューカッスル公は勘違いして「お前は悪党だ。戦ってやる！」（"You are a rascal; I shall fight you!"）という決闘の申し込みと考えたため、ジョージの父は激怒した。ジョージの父の命令によりジョージとキャロラインは軟禁され、2人は後にセント・ジェームズ宮殿を追放された。2人は宮廷を離れたが、2人の子供たちはジョージの父が引き取って養育した。
ジョージとキャロラインは子供たちと会うことを切望した。ジョージの父からの許可なしに宮殿を秘密裏に訪れたことがあったが、キャロラインは卒倒してジョージは「子供のように泣いた」。ジョージの父の怒りも少し和らいで、2人が週に一度訪れることを許し、後にはキャロラインに無条件の許可まで与えた。翌年2月、ジョージ・ウィリアムはジョージが看取る中で亡くなった。

#### 野党活動
宮殿の出禁を食らい、父からも面会を避けられたことで、ジョージはその後数年間ジョージ1世の政策の反対派に接近した。これにはグレートブリテンにおける宗教寛容とハノーファーによるスウェーデンのドイツ領の奪取などが含まれた。ジョージの新しい住居であるレスター・ハウスはジョージ1世の野党、例えばロバート・ウォルポールや第2代タウンゼンド子爵など1717年に官職を辞任した人々のたまり場となった。
ジョージ1世は1719年5月から11月の間、ハノーファーに滞在した。今度はジョージを王国守護兼総督に任命せず、摂政委員会を成立させた。1720年、ウォルポールは民衆の団結のためだとしてジョージとジョージ1世の和解を促し、2人は受け入れたが、それはあくまでもしぶしぶやったことであった。こうして、ウォルポールとタウンゼンドは政権に復帰した。しかし、ジョージはすぐに和解の内容に幻滅した。ジョージ1世に引き取られたジョージの3人の娘は引き取られたままであり、またジョージ1世の不在時に摂政に就任することも禁じられたままであった。そのため、ジョージはウォルポールが権力を奪回するために彼をうまく騙して和解させたと考えた。その後数年間、ジョージとキャロラインは静かに暮らし、大々的に政治活動をしなかった。2人の間に新しく生まれたウィリアム・オーガスタス、メアリー、ルイーズはレスター・ハウスとジョージの夏宮であるリッチモンド・ロッジで育てられた。。
1721年、ウォルポールは南海泡沫事件による経済危機で政権の頂点まで上り詰めた。この時期、ジョージ1世はトーリー党が1701年王位継承法による王位継承を支持しないことを恐れたため、ウォルポールとホイッグ党が政界を主導した。ホイッグ党の権力の大きさは、その後半世紀もの間トーリー党政権が生まれないほどであった。

### イギリスでの治世前期

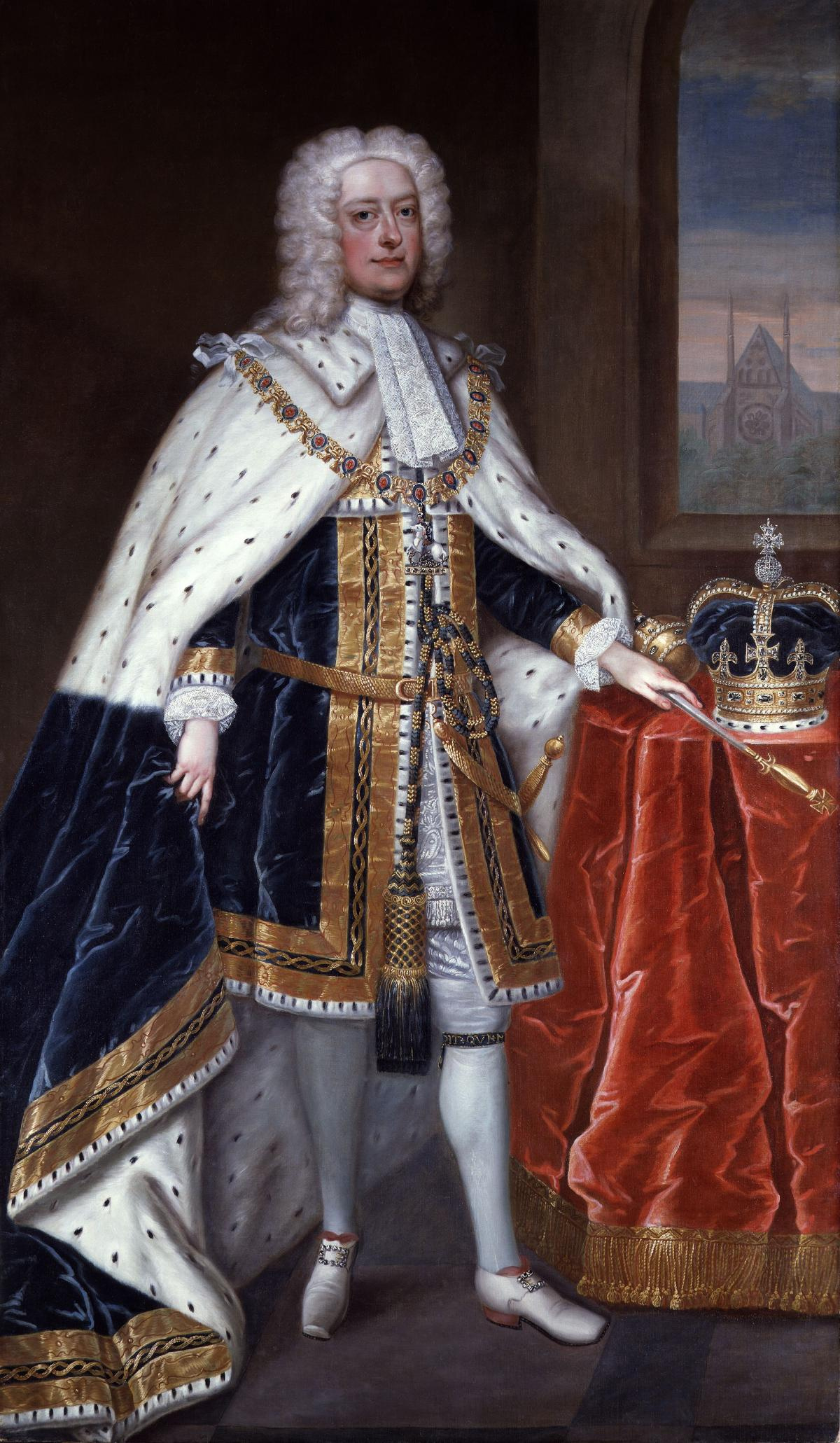
チャールズ・ジャーヴァスによる肖像画、1727年頃

1727年6月22日（グレゴリオ暦）、ジョージ1世がハノーファーへの帰国中に死去、ジョージは43歳で、ジョージ2世としてグレートブリテン王を、ゲオルク2世アウグストとしてハノーファー選帝侯を継承した。ジョージ2世は父の葬式のためにドイツへ行くことはしないと決めたが、批判を受けることはなく、逆にイングランドへの好意としてイングランドで称賛された。ジョージ1世は遺言状でジョージ2世の孫の代での相続は単独相続でなくイギリスとハノーファーとで分割することを定めたが、ジョージ2世は遺言状を握りつぶした。イギリスとハノーファーの官僚はジョージ1世の一存で相続法を決めることはできないので、遺言状は違法であるとした。一部の批評では、ジョージ2世が父の遺産を分割したくなかったために遺言状を隠したと考えられた。
ジョージ2世は1727年10月22日（グレゴリオ暦）にウェストミンスター寺院で戴冠した。作曲家ゲオルク・フリードリヒ・ヘンデルは招聘されて司祭ザドクなどジョージ2世の戴冠式アンセムの4曲を作曲した。
ウォルポールはジョージ1世の政府に入ったためジョージ2世に嫌われ、その即位に伴い更迭されてサー・スペンサー・コンプトンに交代するものと思われていた。実際、ジョージ2世は初めての勅語の起草をウォルポールではなくコンプトンに求めたが、コンプトンはウォルポールに書かせた。ウォルポールが王室費（国王の公的な支出として議会に認められた、年ごとの固定金額）80万ポンドを確保したことでキャロラインに取り入ることに成功、キャロラインはジョージ2世にウォルポールを留任させるよう勧めた。ウォルポールが議会で安定多数を確保したこともあり、ジョージ2世はウォルポールの留任か政情不安を選ぶしかなかった。コンプトンは翌年ウィルミントン男爵に叙された。

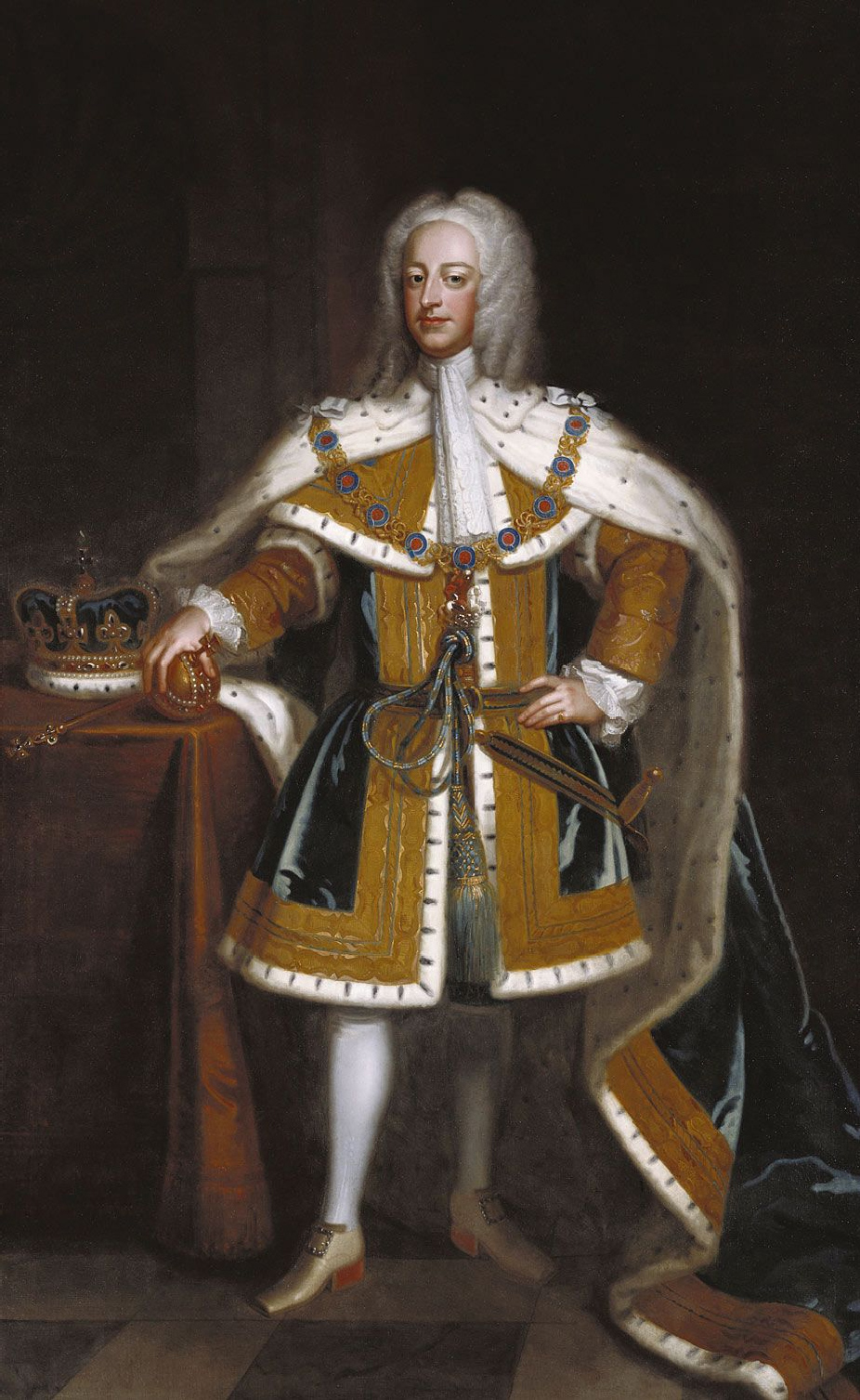
イーノック・シーマンによる肖像画、1730年頃

ウォルポールは内政を司り、義弟のタウンゼンド子爵が1730年に辞任すると外交政策も支配した。歴史家の間ではジョージ2世が象徴的な役割しか果たさず、ウォルポールなどの上級官僚の政策や勧めに概ね従ったことが通論である。ジョージ2世はヨーロッパにおける戦争に前向きだったが、内閣はより慎重だった。英西戦争は終結し、ジョージ2世はウォルポールに圧力をかけてポーランド継承戦争にドイツ側で参戦させようとしたが失敗した。1733年4月、ウォルポールの物品税法は与党を含め反対多数だったため彼は引っ込めざるをえなかった。ジョージ2世はウォルポールを援護して法案に反対した議員を宮廷の官職から罷免した。また1732年にはウォルポールにダウニング街10番地の邸宅を与えたが、以後歴代のイギリス首相はここに住み続けることになった。

#### 家族の問題
ジョージ2世と息子で推定相続人であるプリンス・オブ・ウェールズフレデリック・ルイスの関係は1730年代に悪化した。フレデリックの両親ジョージ2世とキャロラインが渡英したとき、フレデリックはドイツに留め置かれ、以降14年間会うことはなかった。1728年にイングランドに渡ったが、すぐさまに野党の表看板となった。ジョージ2世が1729年、1732年、1735年夏にハノーファーを訪れたとき、イギリスの摂政委員会の委員長にはフレデリックではなくキャロラインを任命した。また、ジョージ2世と義弟のプロイセン王フリードリヒ・ヴィルヘルム1世の対抗によりプロイセンとハノーファーの辺境で緊張が生じ、国境地帯での動員、および2人の間で決闘を行う提案がなされた。フレデリックとフリードリヒ・ヴィルヘルム1世の娘ヴィルヘルミーネの結婚に関する交渉は数年間延びたが、両国とも相手が要求した譲歩に同意せず、結局結婚の提案はお蔵入りとなった。その代わり、フレデリックは1736年4月にオーガスタ・オブ・サクス＝ゴータと結婚した。
1736年5月、ジョージ2世は再びハノーファーに帰国したが、今度はイングランドで批判された。セント・ジェームズ宮殿のゲートには「妻と6人の子供を貧困の中に残し、いなくなったか家から離れた男」とする風刺的な張り紙が貼られた。12月に天候が荒れ模様になったので、ジョージ2世は戻ろうとしたが嵐に遭い、ロンドンではおぼれて死んだとするうわさが流れた。やがて、ジョージ2世は1737年1月にイングランドに戻ったが、直後に痔核と熱を出して寝込んだ。すると、フレデリックはジョージ2世がもうすぐ死ぬと言い、ジョージ2世は噂を打ち消すために無理して社交イベントに出席した。
フレデリックが議会に王室費の増額を要求すると、口論がおこった。けちで知られたジョージ2世は示談で解決しようとしたが、フレデリックで解決された。議会は反対多数で王室費増額を却下したが、ジョージ2世はウォルポールの勧めで嫌々ながらもフレデリックへの支給を増やした。1737年7月、さらなる事件がおこった。フレデリックは娘の出生にジョージ2世とキャロラインを立会わせないよう、妊娠中の妻を包んで馬車に載せ、真夜中に逃げたのだった。ジョージ2世はフレデリックとその家族を宮廷から追放した。ジョージ1世のジョージ2世に対する仕打ちとほとんど同じであり、ただ1つの違いはフレデリックの子供を取り上げなかったことだけだった。
直後、キャロラインが1737年11月20日（ユリウス暦）に死去した。ジョージ2世は妻の死を深く悲しみ、「その敏感さはそれまで皆もが彼にはその感情がないと考えた」ほどであった。キャロラインは自らの死の床で悲しむ夫に再婚するよう言ったが、ジョージ2世は"Non, j'aurai des maîtresses!"（「いや、愛人をつくる！」）と答えたという。ジョージが結婚のときにはすでに愛人を持っていたことは広く知られており、彼はキャロラインにもそれを知らせた。サフォーク伯爵夫人ヘンリエッタ・ハワードはアン女王の治世に夫とともにハノーファーへ移住し、キャロラインの寝室付き女官を務めた。彼女はジョージ1世が即位する前からジョージ2世の愛人であり、その関係は1734年11月まで続いた。次の愛人はアマーリエ・ゾフィー・フォン・ヴァルモーデン（後にヤーマス女伯）であり、1736年に生まれた息子ヨハン・ルートヴィヒ・フォン・ヴァルモーデン＝ギンボルンはジョージ2世との間で生まれた可能性がある。ヨハン・ルートヴィヒはアマーリエが離婚する前に生まれた子供であり、ジョージ2世は公的には彼を認知しなかった。
ジョージ2世はハノーファー選帝侯を兼ねていたので、ハノーファーに滞在してイギリスを留守にする時は、キャロラインが没する1737年までたびたび摂政を務めた。また北アメリカ大陸に13番目の植民地ジョージアが建設されたのもこの時であった。ジョージアの名はジョージ2世にちなんで名づけられたものである。ハノーファーにもゲッティンゲン大学が創設された。

#### 戦争と反乱
ウォルポールの意思に反し、ジョージ2世が喜んだことに、イギリスは1739年にスペインとの戦争を再開した。イギリスの対スペイン戦争であるジェンキンスの耳の戦争は1740年に神聖ローマ皇帝カール6世が死去した後に勃発したオーストリア継承戦争の一部となった。問題となったのは、カール6世の娘マリア・テレジアによるハプスブルク家領の継承権であった。ジョージ2世は1740年と1741年の夏をハノーファーで過ごし、選帝侯としてヨーロッパ外交に介入した。
フレデリックは1741年イギリス総選挙で野党を支持して選挙活動を精力的に行い、ウォルポールは安定多数を確保することに失敗した。ウォルポールはフレデリックに王室費支給の増額と負債の帳消しを提案して買収しようとしたが断られた。ウォルポールは支持を失ったことで1742年に20年間務めた首相を辞め、ジョージ2世が1727年に任命することを考えたウィルミントン伯爵が代わりに就任した。しかし、ウィルミントン伯爵には実権がなく、実際に権勢をふるったのはジョージ2世の（ウォルポールに次ぐ）寵臣カートレット男爵だった。1743年にウィルミントンが死去すると、ヘンリー・ペラムが首相に就任した。

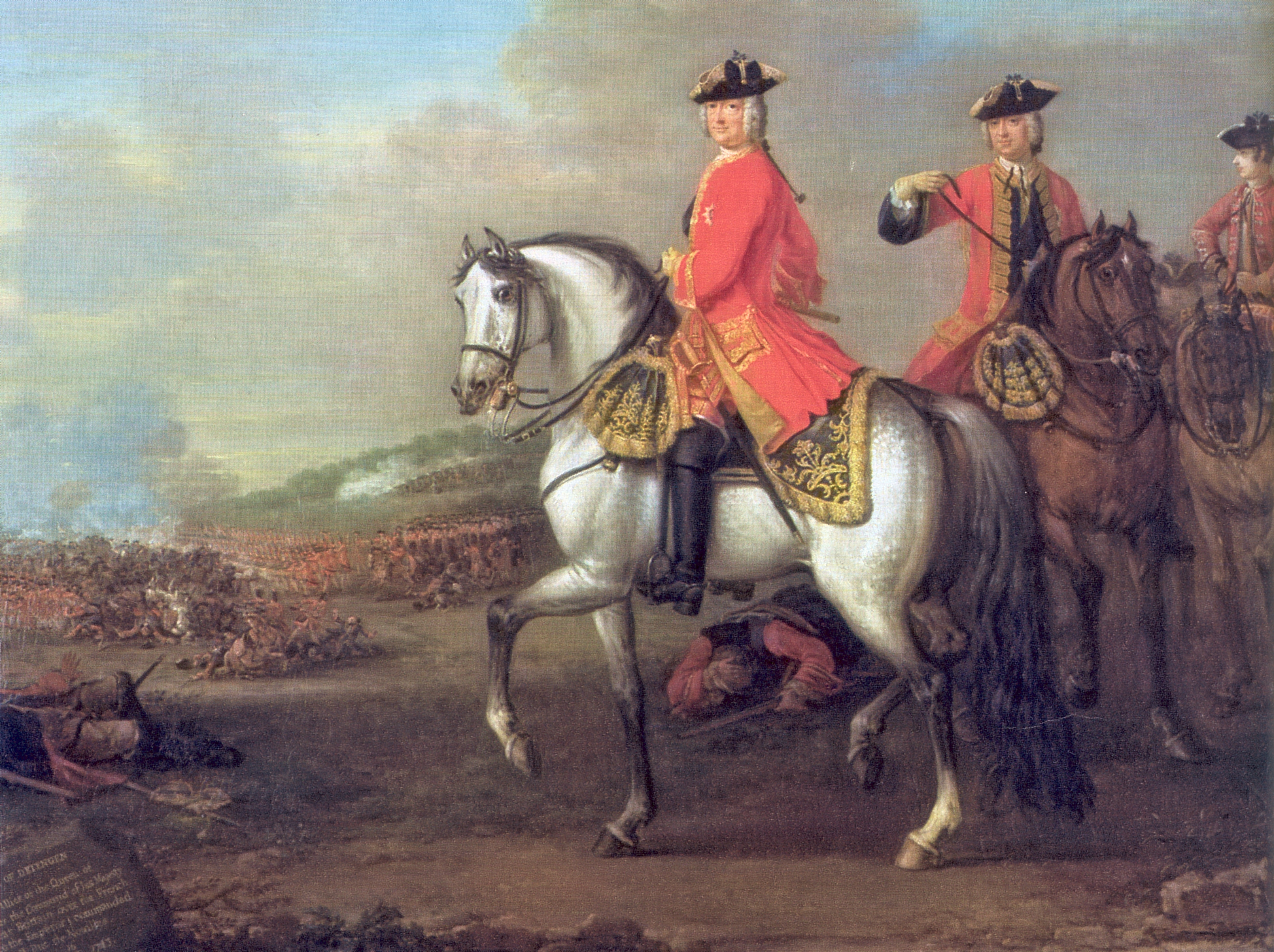
1743年のデッティンゲンの戦いにおけるジョージ2世、ジョン・ウートン作。

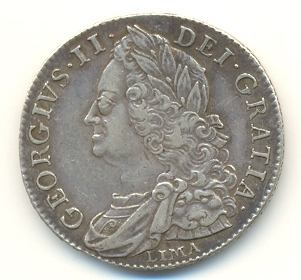
ジョージ2世の半クラウン銀貨、1746年。刻印は"GEORGIUS II DEI GRATIA"（神の恩寵によるジョージ2世）と書いており、ジョージ2世の肖像の下にある"LIMA"の字はこのコインがオーストリア継承戦争中にリマでスペイン財宝艦隊から奪った銀で鋳造されたことを示す。

カートレット率いる主戦派はマリア・テレジアがオーストリアを継承できなかった場合、フランスの勢力がさらに増長すると主張した。ジョージ2世はヘッセンとデンマーク傭兵1万2千人をヨーロッパ大陸に派遣して、表面上はマリア・テレジア支持をその目的とした。しかし、彼は内閣と協議せずに派遣軍をハノーファーに駐留させ、フランス軍による選帝侯領への侵攻を防ごうとした。イギリス陸軍は20年以上大規模な戦争を戦っておらず、政府はその保守を怠けた。ジョージ2世は軍隊の階級に専業主義を導入しようとし、階級の売買で決めるのではなく戦功による昇進を推進したが、成功しなかった。オーストリア、イギリス、オランダ、ハノーファー、ヘッセンの連合軍は1743年6月27日（グレゴリオ暦）のデッティンゲンの戦いでフランス軍と戦った。ジョージ2世は親征してフランス軍を撃破、自ら指揮を執って戦った最後のイギリス国王となった。ジョージ2世の行動は称賛されたが、イギリス大衆はジョージ2世とカートレットがイギリスよりハノーファーの利益を優先したと感じ、戦争自体が不人気となった。カートレットは支持を失って辞任、ジョージ2世を狼狽させた。
ジョージ2世がカートレットの勧めばかり採用して、ほかの閣僚からの大ピット入閣の圧力をはねつけたことで、ペラム内閣との間の緊張が高まった。大ピットは与党の政策に反対し、親ハノーファーと見られた政策を攻撃したことで、ジョージ2世の不興を買っていた。1746年、ペラムとその支持者たちは辞任した。ジョージ2世はバース伯爵とカートレットに組閣を命じたが、どちらも48時間以内に議会の十分な支持を得られないとして辞退した。ペラムは政争に勝利して首相に返り咲き、ジョージ2世はピットの入閣を容認せざるを得なかった。
フランスはカトリックの王位継承者であるジェームズ・フランシス・エドワード・ステュアート（「老僭王」）を支持するジャコバイトによるジャコバイト蜂起を支持した。ジェームズは1688年に廃位されたジェームズ2世の息子である。1715年の蜂起と1719年の蜂起はどちらも失敗したが、老僭王の子チャールズ・エドワード・ステュアート（「若僭王」、「ボニー・プリンス・チャーリー」とも）は1745年7月にジャコバイトが最も支持されているスコットランドに上陸した。ハノーファーで夏を満喫していたジョージ2世は8月末にはロンドンへ戻った。ジャコバイトは9月のプレストンパンズの戦いでイギリス軍を破った後、南のイングランド領へ進軍した。しかし、ジャコバイトはさらなる支持を得ることができず、フランスも支援の約束を破ったため、ジャコバイト軍は戦意を失ってスコットランドへ撤退した。1746年4月27日（グレゴリオ暦）、チャールズはジョージ2世の軍人肌な息子カンバーランド公ウィリアム・オーガスタスとカロデンの戦いで戦い、イギリス本土で戦った最後の陸上戦となった。チャールズはフランスへ逃げ帰ったが、多くの支持者が捕らえられて処刑された。ジャコバイト主義はつぶされ、以降ステュアート家復帰の試みはなくなった。オーストリア継承戦争自体は1748年にマリア・テレジアがオーストリア女大公として承認されるまで続いた。講和はロンドンのグリーン・パークでの祝祭で祝われ、ヘンデルは祝祭のために王宮の花火の音楽を作曲した。

### 晩年

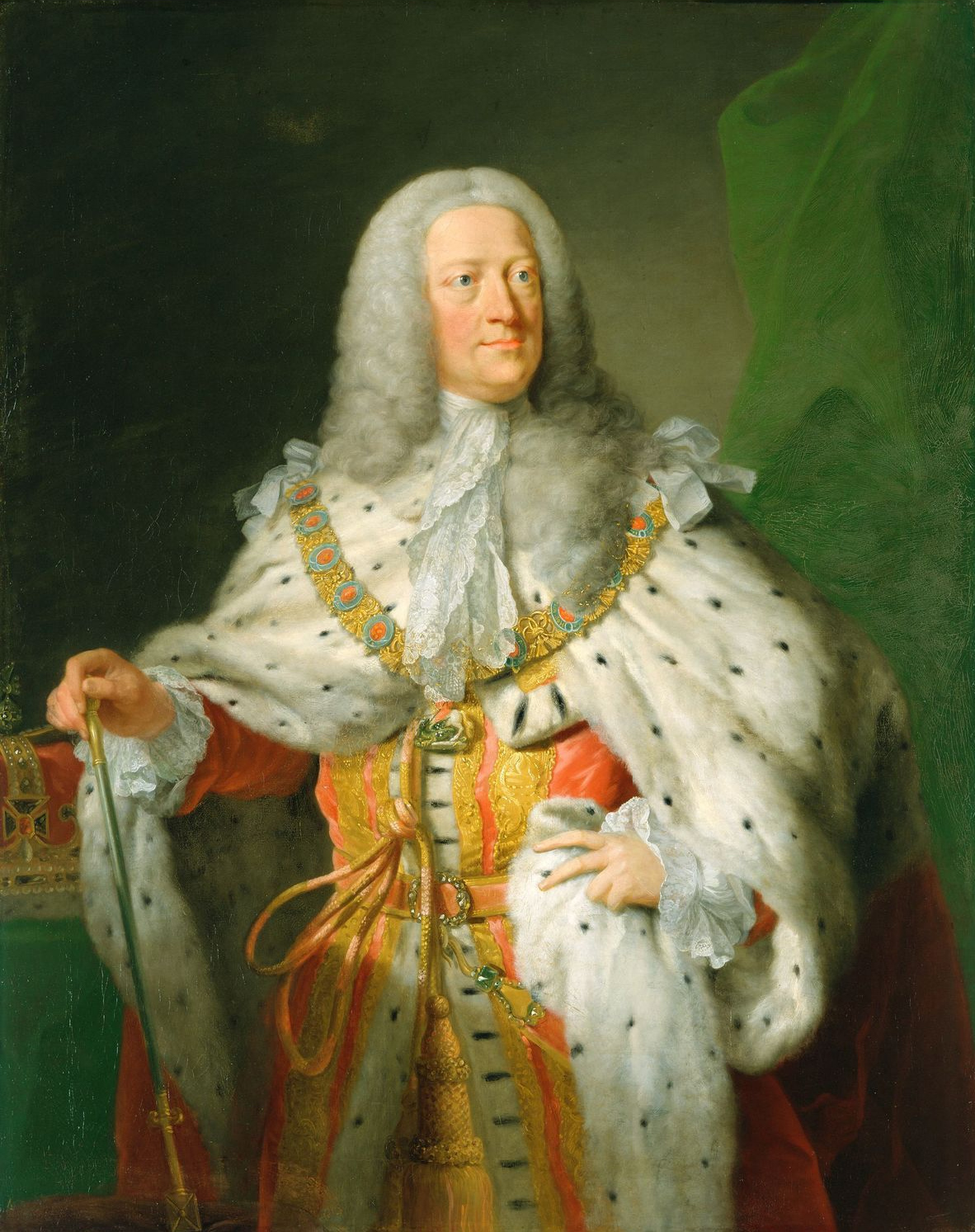
ジョン・シャクルトンによる肖像画、1755年以降

1747年イギリス総選挙において、フレデリックは再び野党側に立って選挙活動をしたが、ペラム派は易々と勝利した。ジョージ2世が以前したように、フレデリックはレスター・スクウェアで野党を招待した。フレデリックが1751年に急死すると、その長男のジョージ王子が王位の推定相続人になった。未亡人となったオーガスタ・オブ・サクス＝ゴータを不憫に思い、ジョージ2世は彼女とともにフレデリックの死を悲しんだ。ジョージ王子が成人（18歳）に達するのは1756年まで待たなければならなかったため、新しい摂政法が成立、ジョージ2世が死亡した場合にはオーガスタが摂政に就任、カンバーランド公率いる委員会が補佐するとした。またジョージ2世は新しい遺言状を書き、カンバーランド公をハノーファーにおける単独の摂政に任命した。年末にはジョージ2世の末娘ルイーズが死去、ジョージ2世は「我が家庭にとって破滅的な年だった。私は長男を失った――それはうれしく感じたが――今[ルイーズ]が去った。私は私の子供たちが若いころに彼らを愛さず、彼らが私の部屋へ走ってくることを嫌った。しかし、今はほとんどの父親と同じように彼らを愛している」と哀悼した。

#### 七年戦争
1754年、ペラムが死去し、後任の首相にニューカッスル公爵が就任した。フランスとイギリスの敵対、特に北米の植民地化をめぐって競争が継続した。フランスによるハノーファー侵攻を恐れたジョージは、（オーストリアと敵対していた）甥のフリードリヒ2世が統治していたプロイセン王国と同盟した。ロシアとフランスは元は敵国であったオーストリアと同盟した。フランスによるイギリス領ミノルカ島への侵攻により、1756年に七年戦争が勃発した。初動で敗北が続いたことで大衆に不満が生じ、ニューカッスル公爵は辞任して、後任首相にはデヴォンシャー公爵が、南部担当国務大臣には大ピットが就任した。翌年4月、ジョージ2世はピットを罷免、自分のより好む内閣を組織しようとした。しかし、その後3か月間、安定した政権を樹立する試みは失敗した。例えば、6月にはウォルドグレイヴ伯爵に組閣の大命が下りたが、4日で辞退した。結局、7月のはじめにはピットが召還され、ニューカッスル公爵が首相に返り咲いた。ピットは国務大臣として戦争に関する政策を主導した。グレートブリテン、ハノーファー、プロイセン、そして同盟国のヘッセン＝カッセル方伯領、ブラウンシュヴァイク＝ヴォルフェンビュッテル侯領はフランス、オーストリア、ロシア、スウェーデン、ザクセン選帝侯領と敵対した。戦争の戦場はヨーロッパ、北米、インドと世界中にわたっていた。そして、ロバート・クライヴがアルコット包囲戦とプラッシーの戦いで勝利したことで、インドにおけるイギリス領が拡大する結果となった。

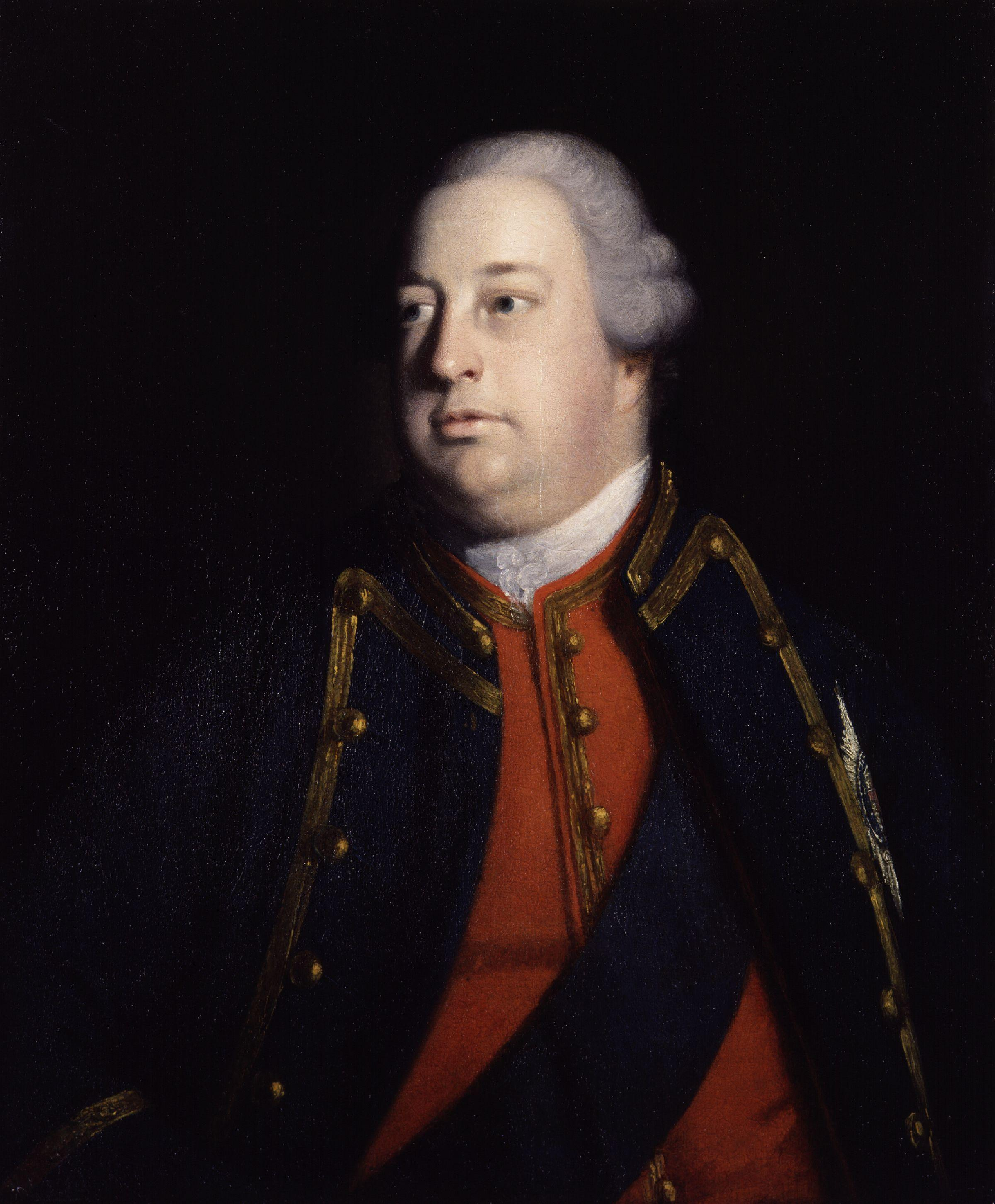
カンバーランド公ウィリアム・オーガスタス、ジョシュア・レノルズ作、1759年頃。

ジョージ2世の息子であるカンバーランド公は北ドイツで軍を率いていた。1757年、ハノーファーが侵攻を受けたためジョージ2世はカンバーランド公に全権を任せ、単独講和を許可した。しかし、彼は9月にはカンバーランド公の結んだクローステル・ツェーヴェン協定がフランスに有利だとして激怒した。ジョージ2世はカンバーランド公が「私を辱め、自らを貶めた」と言った。カンバーランド公は軍を辞任し、ジョージ2世はフランス軍が停戦の後にヘッセン軍の武装解除を行って協定を破ったとして、協定をひっくり返した。
1759年の奇跡の年において、イギリス軍はエイブラハム平原の戦いで勝利してケベック・シティーを占領、西インド諸島ではグアドループ島を占領した。フランスによるイギリス本土侵攻の計画はラゴスの海戦とキブロン湾の海戦の敗北で失敗に終わり、ハノーファーでもフランス軍が進軍を再開したがミンデンの戦いでイギリスとハノーファーの連合軍に敗れたことで進軍が止まった。

#### 崩御
1760年10月にはジョージ2世の片目が失明、また難聴も起こしていた。10月25日の朝、ジョージ2世はいつも通りに6時に起き、ホットチョコレートを1杯飲んだ後、1人でクローズ・スツール（ポータブルトイレの一種）へ向かった。数分後、近侍が何かが倒れる大きな音を聞きつけてくると、ジョージ2世が床に倒れていた。ジョージ2世はベッドまで運ばれ、アメリア王女へ報せが送られたが、ジョージ2世はアメリアが駆けつけてくる前に事切れた。ほぼ77歳に達したジョージ2世はそれまでのイングランドやイギリス君主よりも長生きだった。その後、解剖によりジョージ2世の心臓の右心室が初期の大動脈瘤で破裂していたことが明らかになった。
ジョージ2世の孫ジョージ3世が王位を継承した。ジョージ2世は11月11日にウェストミンスター寺院で埋葬された。ジョージ2世の遺言により、ジョージ2世と1737年に崩御したキャロライン王妃の棺の横板が外され、2人の遺体が寄り添うことができるようにされた。彼はウェストミンスター寺院に埋葬された国王としては最後となった。
ジョージ2世の崩御は七年戦争とフランスとの一連の植民地戦争が1763年のパリ条約で終結する3年ほど前であったが、この時イギリスの勝利はほぼ確実になっていた。

## 後世への影響

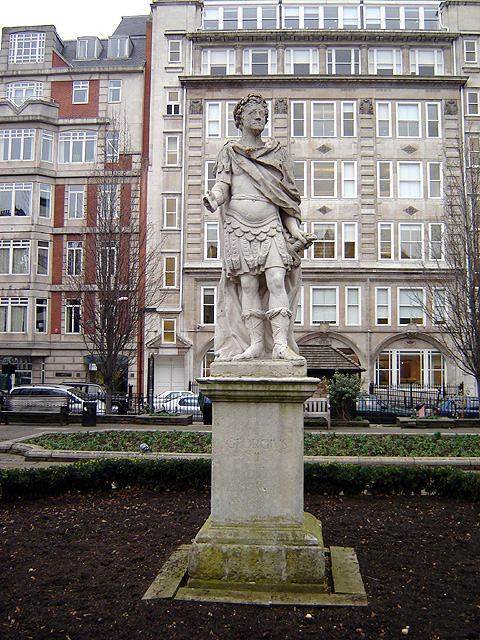
ロンドンのゴールデン・スクエアにあるジョージ2世の石像、ジョン・ノスト作、1753年。

ジョージ2世は大英博物館が設立された4年後の1757年に王立図書館の蔵書を寄贈した。彼は読書、美術、科学に興味を持たず、暇なときは馬上で鹿狩りをすることや、カード遊びを好んだ。1737年、彼はハノーファー選帝侯領における初の大学であるゲオルク・アウグスト大学ゲッティンゲンを創設、1748年にそれを訪れた。1902年には彼を記念して、小惑星359番がジョージアと名付けられた。1716年から1727年までダブリンのトリニティ・カレッジの学長を務め、1754年にはニューヨーク市のキングス・カレッジ（後のコロンビア大学）の勅許状を出した。1732年に勅許状で成立したジョージア植民地はジョージ2世に因んで名づけられた。
ジョージ2世の治世、イギリスの領土は世界中で拡大、ジャコバイトのハノーヴァー朝に対する脅威が消滅、イギリスの内閣と議会の権力が確立した。にもかかわらず、第2代ハーヴィ男爵やホレス・ウォルポールなど同時代の人々の回想録では、妻と閣僚に支配された弱いお太鼓という印象で叙述された。19世紀と20世紀初期に書かれたジョージ2世の伝記はこれら偏向した記録に頼っていた。20世紀最後の四半期では、現存する文通などの学術的な分析により、ジョージ2世は以前思われていたような無能ではないことが示された。
ジョージ2世は閣僚からの手紙への適切な意見を手紙の註釈につけ、自身の外交政策に対する知識と関心を裏付けた。彼は嫌った閣僚や軍の指揮官の任命を防いだり、閑職に追いやったりすることができた。しかし、これらの学術的な再評価をもってしても「弱々しくばかげた王」という大衆の印象を完全に拭い去ることができなかった。例えば、彼の倹約さは度々ばかにされたが、彼の伝記作家は浪費よりもけちのほうがいいとした。初代チャールモント伯爵は感覚に正直であることは欺瞞よりいいとしてジョージ2世の短気さを許し、「彼の気性は衝動的で短気だったが、気だてのよく、正直なものだった。王族として、感情を偽装するスキルは全くなかったが、彼はいつも表裏がなかった。彼は人を怒らせるかもしれないが、人を欺くことは決してしなかった。」と書いた。第2代ウォルドグレイヴ伯爵は「だれも避けられない、最も明るい性格をも汚すしみや汚れが時間とともに落ちた後、彼が愛国王として数えられ、その政府の治下人民が最も幸福に生きた王として記憶されることを、わたしは完全に信じている。」と書いた。
ジョージ2世は歴史において強い役割を演じなかったかもしれないが、時にはその影響力を発揮し、立憲君主制を擁護した。エリザベス・モンタギューはジョージ2世について、「彼といれば、わたしたちの法律と自由は安全である。彼は人民を信じ、外国政府を尊重した。その精確の安定さにより、動乱の時期にも大きな影響力を行使することができた。[...]彼の性格により、史詩の主役になることには値しないが、歴史の落ち着いた1ページではよく見えるでしょう。」と言った。

## 称号と紋章
- 1706年11月9日（ユリウス暦）以降: ケンブリッジ公爵および侯爵、ミルフォード・ヘイヴン伯爵、ノーザラトン子爵、テュークスベリー男爵（Duke and Marquess of Cambridge, Earl of Milford Haven, Viscount Northallerton and Baron of Tewkesbury）[138]
- 1714年8月1日（ユリウス暦） - 1714年9月27日（ユリウス暦）: ジョージ・オーガスタス、グレートブリテン王子、ブランズウィック（ブラウンシュヴァイク）＝リューネブルク選帝侯子、コーンウォールおよびロスシー公爵殿下など（His Royal Highness George Augustus, Prince of Great Britain, Electoral Prince of Brunswick-Lüneburg, Duke of Cornwall and Rothesay, etc.）[139]
- 1714年9月27日（ユリウス暦） - 1727年6月22日（グレゴリオ暦）: プリンス・オブ・ウェールズ殿下など（His Royal Highness The Prince of Wales, etc.）
- 1727年6月22日（グレゴリオ暦） - 1760年10月25日（グレゴリオ暦）: 国王陛下（His Majesty The King）

ジョージ2世の称号は「ジョージ2世、神の恩寵により、グレートブリテン、フランス、アイルランドの王、信仰の擁護者、ブランズウィック（ブラウンシュヴァイク）＝リューネブルクの公、神聖ローマ帝国の大出納官および選帝侯」である。
ジョージが1714年にプリンス・オブ・ウェールズになると、国章の使用が許可されたが、右下のハノーファーを示す部分にギュールズ単色のインエスカッシャンが追加され、さらに全体で3つのアージェントの垂れがあるホワイト・レイブルが追加された。クレストにはアーチが1つあるコロネットが含まれた。国王に即位した後は父が使用した紋章と同じものを使った。
| プリンス・オブ・ウェールズとしての紋章（1714年 - 1727年） | グレートブリテン王ジョージ2世としての紋章（1727年 - 1760年） |

## 子女
王妃キャロラインは10回妊娠し（うち2回は死産）、合計3男5女をもうけ、うち7人が成人した。
- フレデリック・ルイス（1707年2月1日 - 1751年3月31日） - 王太子（プリンス・オブ・ウェールズ）。父王に先立って死去したため、長男ジョージ・ウィリアム・フレデリックが王太子となり、後に王位を継承した。
- アン（1709年11月2日 - 1759年1月12日） - オラニエ公ウィレム4世と結婚。
- アメリア（英語版）（1711年7月10日 - 1786年10月31日） - 未婚
- キャロライン（1713年6月21日 - 1757年12月28日） - 未婚
- 死産（1716年11月20日）
- ジョージ・ウィリアム（1717年11月13日 - 1718年2月17日） - 夭逝
- 流産（1718年）
- ウィリアム・オーガスタス（1721年4月15日 - 1765年10月31日） - カンバーランド公
- メアリー（1723年3月5日 - 1772年1月14日） - ヘッセン＝カッセル方伯フリードリヒ2世と結婚。
- ルイーズ（1724年12月18日 - 1751年12月19日） - デンマーク・ノルウェー王フレゼリク5世と結婚。

## 系譜
| ジョージ2世 | 父: ジョージ1世 (イギリス王) | 祖父: エルンスト・アウグスト (ハノーファー選帝侯)                     | 曽祖父: ゲオルク (ブラウンシュヴァイク＝カレンベルク公) |
| ジョージ2世 | 父: ジョージ1世 (イギリス王) | 祖父: エルンスト・アウグスト (ハノーファー選帝侯)                     | 曽祖母: アンナ・エレオノーレ                            |
| ジョージ2世 | 父: ジョージ1世 (イギリス王) | 祖母: ゾフィー                                                        | 曽祖父: フリードリヒ5世 (プファルツ選帝侯)              |
| ジョージ2世 | 父: ジョージ1世 (イギリス王) | 祖母: ゾフィー                                                        | 曽祖母: エリザベス・ステュアート[1]                     |
| ジョージ2世 | 母: ゾフィー・ドロテア       | 祖父: ゲオルク・ヴィルヘルム (ブラウンシュヴァイク＝リューネブルク公) | 曽祖父: ゲオルク (ブラウンシュヴァイク＝カレンベルク公) |
| ジョージ2世 | 母: ゾフィー・ドロテア       | 祖父: ゲオルク・ヴィルヘルム (ブラウンシュヴァイク＝リューネブルク公) | 曽祖母: アンナ・エレオノーレ                            |
| ジョージ2世 | 母: ゾフィー・ドロテア       | 祖母: エレオノール・ドルブリューズ                                    | 曽祖父: アレクサンドル                                  |
| ジョージ2世 | 母: ゾフィー・ドロテア       | 祖母: エレオノール・ドルブリューズ                                    | 曽祖母: ジャケット                                      |

[1]はイングランド王ジェームズ1世と王妃アンの長女、チャールズ1世の姉である。エリザベスの子女のうち、アン女王在位時点で存命、かつプロテスタントだったゾフィーが継承権を持ち、今日でもその子孫のみがイギリスの王位継承権を持つ。

## 関連図書
- Bultmann, William A. (1966) "Early Hanoverian England (1714–1760): Some Recent Writings" in Elizabeth Chapin Furber, ed. Changing views on British history: essays on historical writing since 1939. Harvard University Press, pp. 181–205
- Dickinson, Harry T.; introduced by A. L. Rowse (1973) Walpole and the Whig Supremacy. London: The English Universities Press. ISBN 0-340-11515-7
- Hervey, John Hervey Baron (1931) Some materials towards memoirs of the reign of King George II. Eyre & Spottiswoode
- Marshall, Dorothy (1962) Eighteenth Century England 1714–1784
- Robertson, Charles Grant (1911) England under the Hanoverians. London: Methuen
- Smith, Hannah (2005) "The Court in England, 1714–1760: A Declining Political Institution?" History 90 (297): 23–41
- Smith, Hannah (2006) Georgian Monarchy: Politics and Culture, 1714–1760. Cambridge University Press
- Williams, Basil; revized by C. H. Stuart (1962) The Whig Supremacy 1714–1760. Second edition. Oxford: Oxford University Press